# Bitwa pod Beaugency
Bitwa pod Beaugency – starcie zbrojne, które miało miejsce w dniach 16–17 czerwca 1429 roku. Była to jedna z bitew Joanny d’Arc w ramach kampanii w Dolinie Loary podczas wojny stuletniej. Krótko po zdjęciu oblężenia Orleanu siły francuskie zdołały odbić terytoria położone nad Loarą w środkowej Francji. Kampania ta była pierwszą zwycięską batalią wojsk francuskich od początku trwania wojny.

## Tło konfliktu
Beaugency to niewielkie miasto na północnym brzegu Loary. Z lewym brzegiem rzeki łączy je most, który w końcowym okresie Wojny Stuletniej posiadał strategiczne znaczenie. Zajęte przez Anglików kilka lat wcześniej i służące im jako jeden z punktów wypadowych do planowanej inwazji południowej Francji, zostało odbite przez Francuzów, którzy przygotowywali się do letniej ofensywy w kierunku Reims, gdzie planowano koronację Karola VII.
Kampania roku 1429 w Dolinie Loary składała się z następujących akcji zbrojnych:
1. Oblężenie Orleanu
2. Bitwa pod Jargeau
3. Bitwa pod Meung-sur-Loire
4. Bitwa pod Beaugency
5. Bitwa pod Patay
Praktycznie cała Francja na północ od Loary (a wraz z nią mosty na tej rzece) znalazła się pod okupacją angielską przed końcem 1428 roku. W październiku hrabia Salisbury uderzył wprost na Orlean, jedyne miasto, które osłaniało południe Francji. Most w Orleanie został zniszczony pod koniec oblężenia i tym samym Francuzi stracili kontrolę nad wszystkimi przeprawami przez rzekę.
Cztery niewielkie starcia po zdjęciu oblężenia Orleanu - pod Jargeau, Meung-sur-Loire, Beaugency i Patay - doprowadziły do odzyskania kontroli nad ww. przeprawami i pokazały, że francuskie wojska odzyskały wolę walki. Nowe zaciągi oraz dostawy zaopatrzenia przyczyniły się do gotowości tych wojsk do późniejszych uderzeń na Reims i Paryż. Podczas tej krótkiej kampanii Francuzi zabili lub wzięli do niewoli większość czołowych angielskich dowódców i (co ważniejsze) zdziesiątkowali szeregi świetnie wyszkolonych angielskich łuczników.
Po zwycięskim zdjęciu oblężenia Orleanu do armii francuskiej napłynęło wielu ochotników. W trakcie uderzenia na Beaugency zjawił się ochotnik, który całe dowództwo wprawił w zakłopotanie. Konetabl Artur de Richemont, który przed dwoma laty popadł w niełaskę u dworu, pojawił się na czele 1 000 zbrojnych i zaoferował swą pomoc. Ryzykując utratę królewskiego poparcia Joanna pomoc przyjęła.

## Bitwa

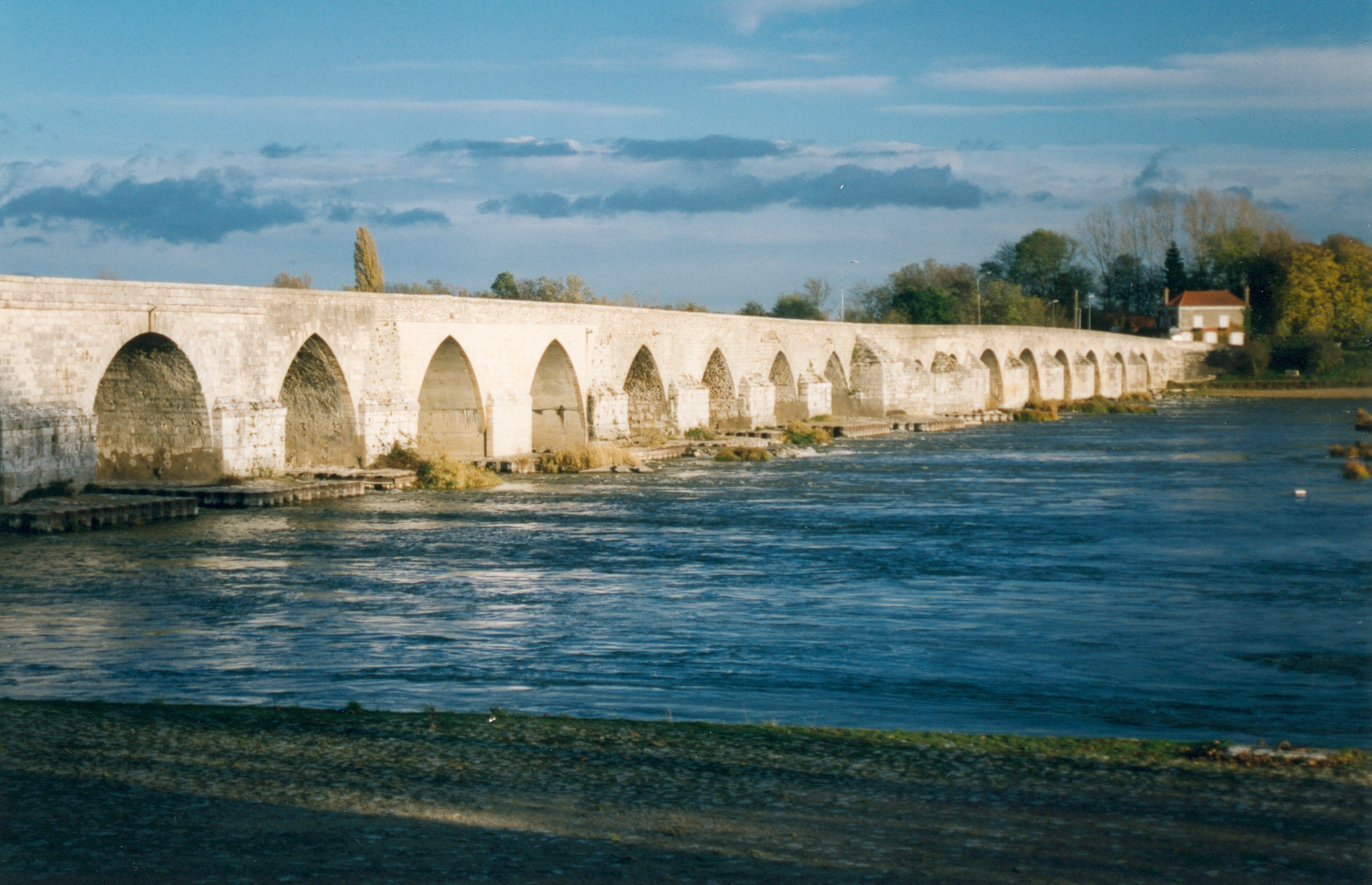
Most w Beaugency w 600 lat po bitwie jest nadal w użyciu

Joanna d’Arc i książę Jan II d’Alençon mieli pod swoim dowództwem oddziały Jeana d’Orléans, Gilles’a de Rais, Jeana Potona de Xaintrailles'a, and La Hire'a. John Talbot hrabia Shrewsbury dowodził broniącymi miasta Anglikami. Łamiąc ówczesne obyczaje wojenne Francuzi, zamiast po zdobyciu w dniu 15 czerwca mostu w Meung-sur-Loire zaatakować to właśnie miasto, uderzyli następnego dnia na Beaugency.
Tam, inaczej niż w Meung-sur-Loire, główna pozycja obronna znajdowała się w obrębie murów miejskich. Do dzisiejszych czasów przetrwał ten wysoki, kamienny donżon. Zaraz po wstępnym szturmie Anglicy porzucili mury i schronili się do wieży. Francuzi rozpoczęli natychmiast silny ostrzał artyleryjski tej ostatniej pozycji. Tego właśnie wieczoru zjawił się de Richemont ze swoim wojskiem.
Dowiedziawszy się, że od strony Paryża nadciąga angielska odsiecz pod wodzą Johna Fastolfa, d’Alençon podjął z oblężonymi negocjacje, obiecując im – w razie poddania się – swobodne opuszczenie Beaugency z bronią i sztandarami. Tak się też stało.
Następnego dnia doszło do zwycięskiej dla Francuzów Bitwy pod Patay, toczonej tym razem w otwartym polu.